# Space Empires V
Space Empires V (SEV) es un juego de estrategia por turnos 4x que fue lanzado en el 2006. Fue desarrollado por Malfador Machinations y publicado por Strategy First. El juego retiene muchas razas y tecnologías de su predecesor, Space Empires IV (SEIV).

## Estilo de juego
Mientras que Space Empires V retiene mucho del estilo de juego de sus predecesores, existen varias diferencias clave. Es el primer juego Space Empires en usar gráficos tridimensionales, y como tal, la interfaz de usuario ha sido diseñada por completo. Nuevo en la serie es el motor de combate en tiempo real y ahora el jugador puede tomar control de las batallas terrestres como las espaciales. Los aspectos de construcción de imperio del juego se basa tanto en la tercera como la cuarta entrega, con la investigación e inteligencia siendo asignada como un porcentaje de puntos disponibles opuesto al sistema de colas usado para la construcción.

## Razas
Prácticamente la totalidad de las razas originales (con la excepción de la Sithrak) son versiones actualizadas de las razas de SEIV La creación de la raza personalizada es básicamente la misma que en los juegos anteriores, con dos cambios notables - ahora se debe seleccionar un tipo de gobierno, además de un paradigma social y el director de juego puede dar a los jugadores un número determinado de puntos de la investigación para mejorar la tecnología inicial. Actualmente, hay relativamente pocos modelos de naves creados por los jugadores, podría decirse que una consecuencia del cambio a los gráficos 3D.

## Recepción de la crítica
El juego recibió críticas mixtas. Varios se han quejado de que el juego es sumamente complejo y sobrecarga al jugador con opciones, especialmente durante la configuración de un nuevo juego, y que puede no ser adecuado para los jugadores que son nuevos en juegos 4X. Un gran error en el juego que frustró a muchos jugadores fue el hecho de que la IA siempre construía un solo tipo de nave en base al mayor tamaño de casco disponible. Por ejemplo, si la AI tenía la tecnología de tamaño del casco de acorazado entonces construiría sólo acorazados hasta que un tamaño más grande de casco estuviera disponible.

## Traducción al español
Una traducción no oficial del juego puede ser encontrada en el siguiente enlace: http://wiki.spaceempires.net/w/index.php?title=Espa%C3%B1ol